# زنان در تایوان

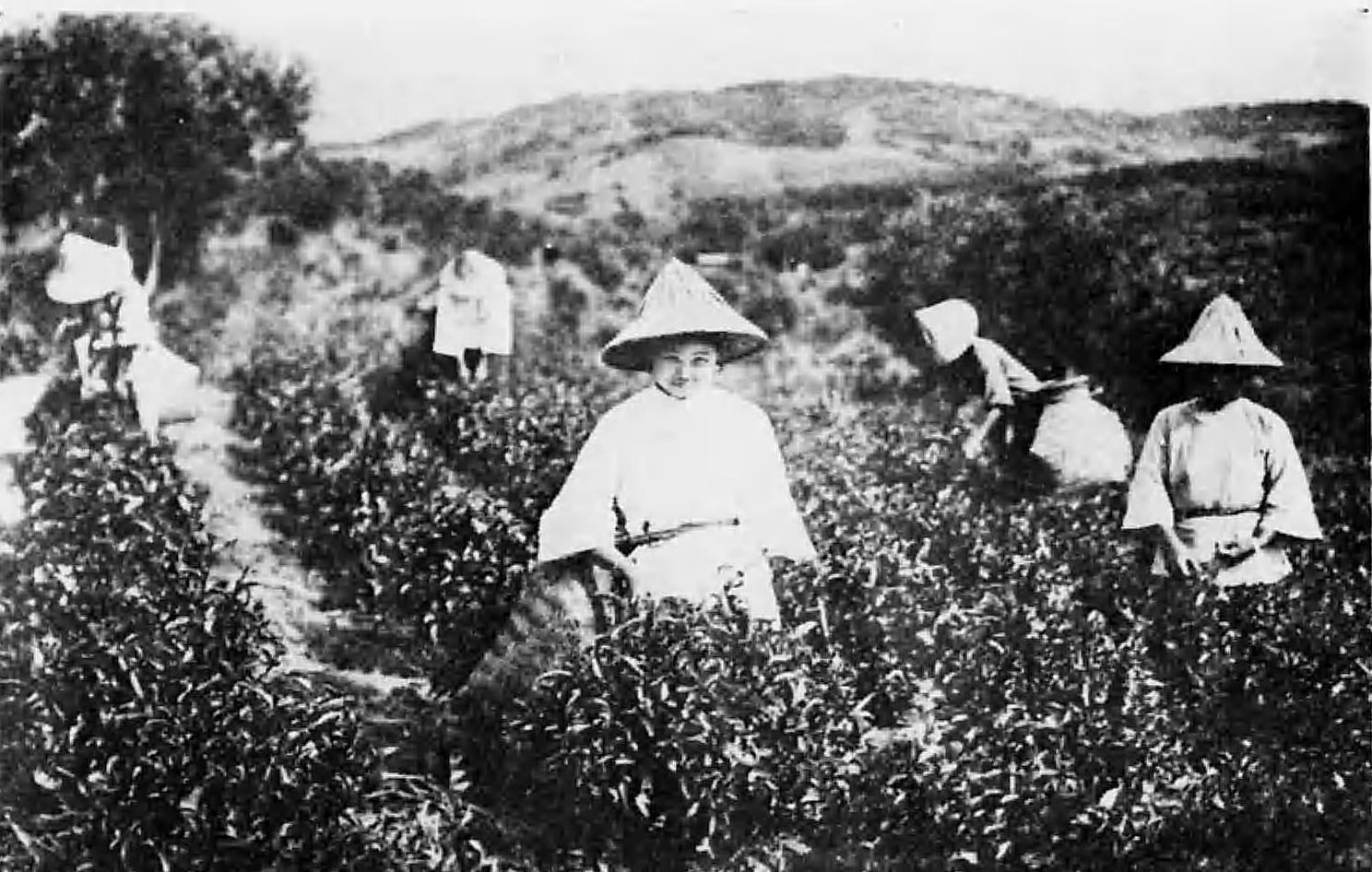
زنان در تایوان در سال ۱۹۳۳

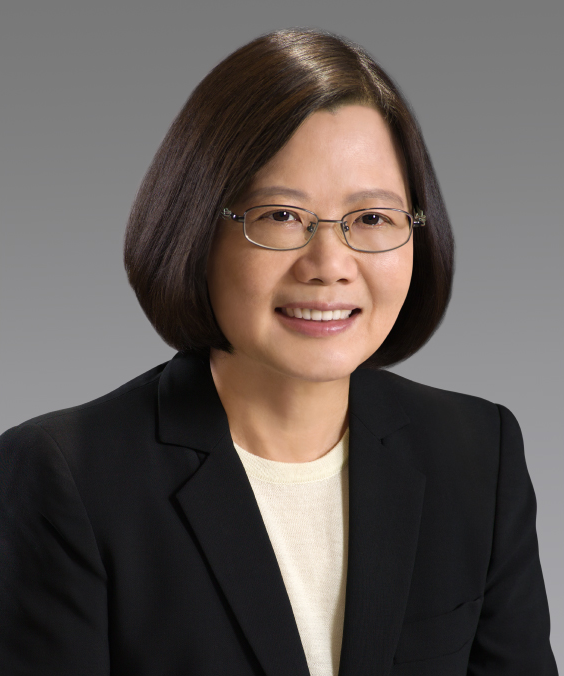
تسای اینگ-ون، در سال‌های ۲۰۱۶ و ۲۰۲۰ به عنوان رئیس‌جمهور تایوان انتخاب شد

وضعیت زنان در تایوان بر اساس و تحت تأثیر دیدگاه‌های سنتی مردسالارانه و ساختار اجتماعی در جامعه تایوانی بوده است که زنان را در موقعیتی فرودست نسبت به مردان قرار می‌داد، اگرچه وضعیت قانونی زنان تایوانی در سال‌های اخیر، به ویژه در سه دهه گذشته که قانون خانواده چندین اصلاحیه را تجربه کرد، بهبود یافته است. در طول تاریخ، زنان در تایوان اشکال مختلفی از تبعیض، از جمله بستن پا را تجربه کرده‌اند.

## قوانین ازدواج و خانواده

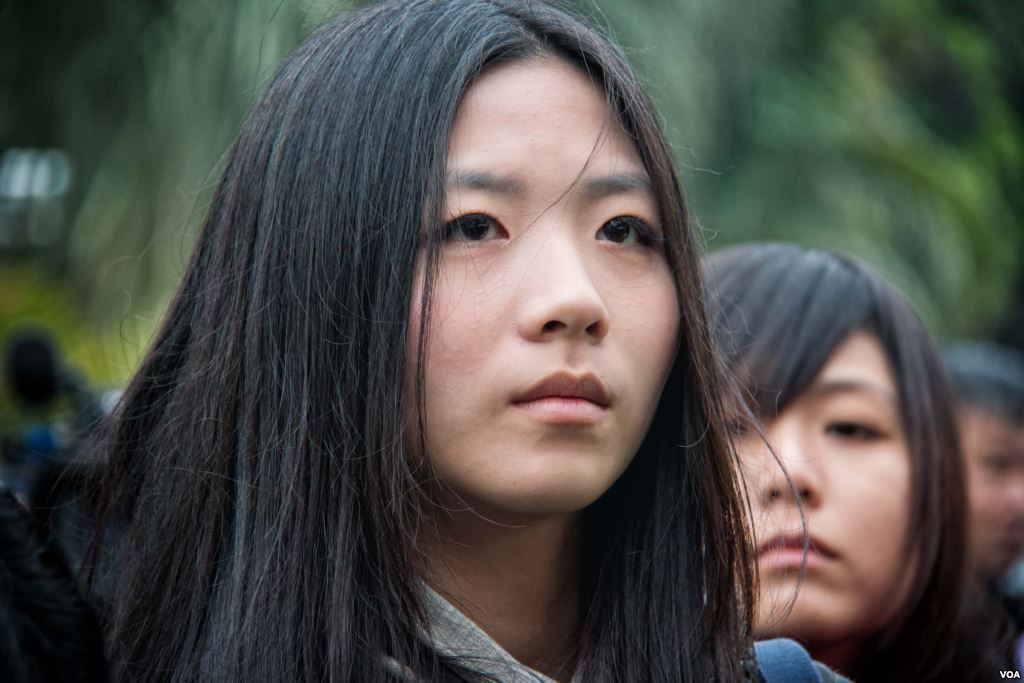
زنان جوان در تایوان

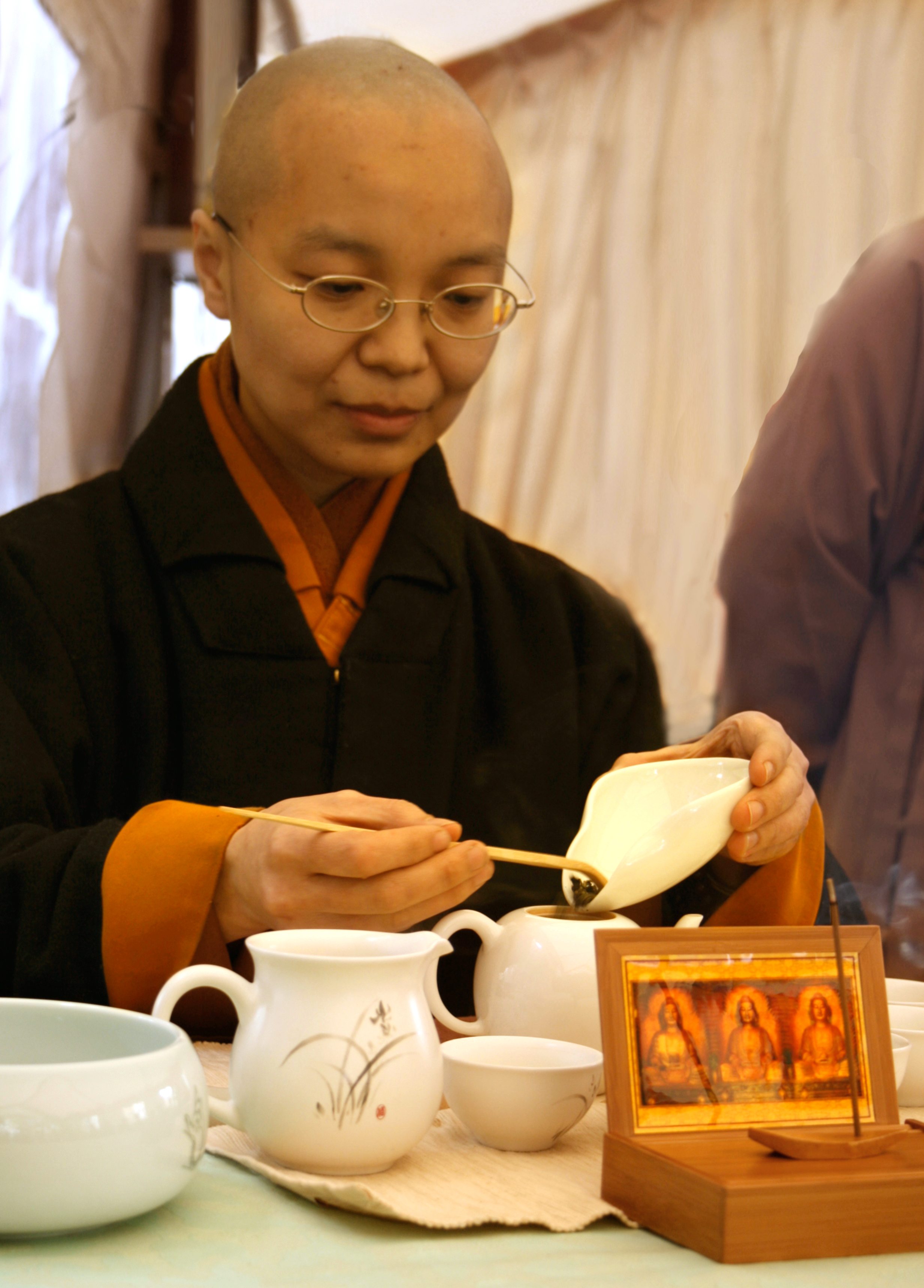
یک بیکشونی تایوانی (راهب بودایی) در جشن ویساک، در حال سرو چای اولانگ

در طول قرن بیستم، حقوق زنان متأهل به شدت محدود بود، اما به تدریج بهبود یافت، به ویژه به دلیل تغییرات قانونی که از اواخر قرن بیستم به بعد انجام شد (قانون خانواده بین سال‌های ۱۹۹۶ و ۲۰۰۲ پنج بار اصلاح شد).
در سال ۱۸۹۵، تایوان تحت حکومت ژاپن قرار گرفت و قوانین ازدواج ژاپنی (که تبعیض‌آمیز علیه زنان بود) اعمال شد. پس از شکست ژاپن در سال ۱۹۴۵، بخشی از قانون خانواده از قانون مدنی که در سال ۱۹۳۰ در سرزمین اصلی جمهوری‌خواهی تصویب شده بود، در تایوان نیز به اجرا درآمد (قانون خانواده بعداً توسط رژیم کمونیستی در سرزمین اصلی تغییر یافت، اما این تغییرات در تایوان اعمال نشد).
قانون مدنی تایوان در سال ۱۹۳۰ حقوق محدودی به زنان تایوانی اختصاص داده بود، مانند نداشتن حق تصمیم‌گیری در مورد محل اقامت خود، نداشتن حق مالکیت املاک، نداشتن حق درخواست طلاق، نداشتن حق حفاظت از خود، نداشتن حق حضانت فرزندان، و تبعیض علیه کودکان نامشروع.
وضعیت زنان متأهل به دلیل تغییرات انجام شده در سال‌های ۱۹۸۵ و ۱۹۹۶ کمی بهبود یافت. تا سال ۱۹۹۸، مقررات جدید طلاق را کمی آسان‌تر کرده بود، به همسر اجازه می‌داد املاک خود را که قبل از سال ۱۹۸۵ به نام او ثبت شده بود بدون اثبات مالکیت قبلی حفظ کند؛ و به قاضی اجازه می‌داد منافع بهترین منافع کودکان را هنگام ارزیابی حضانت فرزندان در پرونده‌های طلاق در نظر بگیرد. با این حال، این تغییرات به اندازه‌ای پیش نرفت که حقوق همسران را با حقوق شوهران برابر کند، زیرا ادامه تأثیر ایدئولوژی مردسالارانه در مورد مسائل خانواده حفظ شده بود: مرد همچنان در تصمیم‌گیری‌های مربوط به محل اقامت همسر، تدابیر انضباطی برای فرزندان، و مدیریت اموال برتری داشت.
در سال ۱۹۹۸، قانون پیشگیری از خشونت خانگی اجرایی شد که به موضوع خشونت خانگی می‌پرداخت. تغییرات جدید در قوانین خانواده بین سال‌های ۱۹۹۸ و ۲۰۰۰ مقرر کردند که محل اقامت زن و شوهر باید با توافق آن‌ها تعیین شود و نه لزوماً محل اقامت شوهر؛ و قانون مربوط به قیم قانونی یک کودک خردسال اصلاح شد.
مقررات ازدواج در حال حاضر بر پایه برابری جنسیتی استوار است و در فصل دوم - ازدواج از قانون مدنی (مواد ۹۷۲ تا ۱۰۵۸) درج شده‌اند.
مادران و پدران اکنون حقوق برابری نسبت به فرزندان خود دارند: ماده ۱۰۸۹ اولیه بیان کرده بود که در صورتی که پدر و مادر در مورد حقوق فرزندان به توافق نرسند، این حقوق باید توسط پدر اعمال شود، اما این ماده خلاف قانون اساسی (مغایر با ماده ۷ قانون اساسی) اعلام شد و بنابراین، ماده ۱۰۸۹ اصلاح شد تا به این صورت خوانده شود: «[...] اگر در اعمال حقوق مربوط به مسائل مهم مربوط به فرزند خردسال بین والدین اختلاف باشد، آن‌ها می‌توانند برای تصمیم‌گیری بر اساس منافع بهترین فرزند به دادگاه مراجعه کنند.» همچنین، ماده ۱۰۱۹ (که تصریح می‌کرد تنها شوهر حق مدیریت اموال مشترک زوج را دارد و حق استفاده و دریافت سود از اموالی که در ابتدا به همسرش تعلق داشت، فقط به شوهر داده می‌شود) لغو شد.